# Stanisław Jeute
Stanisław Leon Jeute (Joyte, Jeuthe) (ur. 25 maja 1910 w Warszawie, zm. 2 lutego 1943 w Berlinie w więzieniu Justizvollzugsanstalt Moabit) – członek Organizacji Wojskowej Związek Jaszczurczy, szef Ekspozytury „Zachód” oraz jednocześnie II zastępca szefa Oddziału II Wywiadowczego Komendy Głównej OW ZJ, szefa Oddziału II Inspektoratu Ziem Zachodnich i Oddziału II Okręgu Pomorskiego, ps. „Cezary”, „Wilk”, „Stach”, „Stach Zachodni”.

## Okres przedwojenny
Był synem Gustawa Jeute, naczelnika Konsystorza Ewangelickiego i Eleonory z domu Konińska. Miał brata Stefana i siostrę Zofię. W 1929 ukończył Gimnazjum im. Mikołaja Reja w Warszawie. W październiku 1930 rozpoczął szkolenie wojskowe w Szkole Podchorążych Inżynierii w Warszawie, ale został z niej usunięty z powodu konfliktu z przełożonym. Następnie podjął studia na Akademii Górniczej w Krakowie. Od 1936 pracował w transporcie morskim w Gdyni, gdzie nawiązał kontakty z Obozem Narodowo-Radykalnym. Był członkiem Akademickiego Związku Morskiego i uczestnikiem jego obozów letnich, na których spotkał Mieczysława Dukalskiego i Jerzego Padlewskiego, późniejszych organizatorów OW ZJ na Pomorzu. Prawdopodobnie współpracował wówczas z Oddziałem II Wojska Polskiego. Wykonywał różne wywiadowcze zadania podczas swoich podróży służbowych do Niemiec, a na terenie Gdyni obserwował miejscowych i przyjezdnych Niemców.

## Kampania wrześniowa i okupacja niemiecka
Brał udział w wojnie obronnej 1939 r., walcząc ochotniczo na Oksywiu. 13 września 1939 został ranny i trafił do szpitala w Babich Dołach, gdzie amputowano mu lewą nogę. Następnie był leczony w Szpitalu Ujazdowskim w Warszawie. Po wyjściu ze szpitala jesienią 1939 r. został zwerbowany do OW ZJ przez Witolda Gostomskiego, szefa Oddziału II Komendy Głównej. Objął funkcję szefa Ekspozytury „Z”, bezpośrednio podlegając W. Gostomskiemu, a jednocześnie był drugim zastępcą szefa Oddziału II KG OW ZJ, szefa Oddziału II Inspektoratu Ziem Zachodnich i Okręgu Pomorskiego OW ZJ z siedzibą w Warszawie. Utrzymywał kontakty z emisariuszami i kurierami w terenie oraz osobami kierującymi poszczególnymi placówkami OW ZJ na terenach zaanektowanych i w Rzeszy. Współpracował ściśle z wywiadem ZWZ; otrzymywał każdorazowo od Mieczysława Rutkowskiego ps. „Goszczyński”, szefa Sekcji Zachodniej wywiadu dalekosiężnego krypt. Stragan KG ZWZ, potwierdzenie przekazywanych meldunków wywiadowczych i środki finansowe. Starał się usprawnić pracę wywiadu, opracowując instrukcje dla agentów. 25 lutego 1942 został aresztowany w Warszawie wraz z grupą najbliższych współpracowników. Osadzono go w więzieniu na Pawiaku, skąd został przewieziony do więzienia przy Alexanderplatz w Berlinie, a następnie więzienia w Alt Moabit. Podczas brutalnego śledztwa zachowywał niezłomną postawę, starając się całą winą obciążyć wyłącznie siebie. 4 grudnia Sąd Wojenny Rzeszy Niemieckiej, stosując niemieckie prawo karne (zaostrzone na czas wojny), skazał go na karę śmierci. 18 stycznia 1943 wyrok został zatwierdzony, a wykonano go 2 lutego przez zgilotynowanie lub ścięcie toporem.
Symboliczny grób S. Jeute znajduje się na Cmentarzu Ewangelicko-Augsburskim w Warszawie (aleja D, grób 129). Nazwiska agentów wywiadu „Zachód” umieszczone są na tablicy pamiątkowej znajdującej się w bazylice św. Brygidy w Gdańsku.
Był on odznaczony (pośmiertnie) Krzyżem Komandorskim Orderu Odrodzenia Polski (2011), 3-krotnie Medalem Wojska, Złotym Krzyżem Zasługi z Mieczami i Krzyżem Armii Krajowej.

## Rodzina
Żona: Władysława (Ada) Ekiert (1915-1996), syn Marek (ur. 1938)